# Eduard Scriba

Eduard Scriba (1808–1837) Vormärz-Revolutionär

Eduard Scriba, vollständig Georg Friedrich Jakob Eduard Scriba (* 22. März 1808 in Ulrichstein; † 4. Januar 1837 in Liverpool), war als relegierter Theologie-Student am Frankfurter Wachensturm beteiligt. Er musste in die Schweiz fliehen, wo er als Lehrer arbeitete und sich im Geheimbund Junges Deutschland und im Jungen Europa engagierte. Nach seiner Ausweisung aus der Schweiz gelangte er durch Frankreich nach England, wo er nach seiner Ankunft in Liverpool starb.

## Leben
Eduard Scriba aus Schwickartshausen wurde 1808 als Sohn des Pfarrers Wilhelm Gottlieb Friedrich Scriba (16. November 1767 – 5. Mai 1830) und seiner Ehefrau Albertina Charlotta, geb. Gebhard (10. April 1774 – 26. März 1853) in Ulrichstein/Oberhessen geboren. Er besuchte das Gymnasium in Büdingen. Im Herbst 1825 begann er ein Jura-Studium in Gießen. Von seinen Freunden wurde er „Schwick“ genannt. Nach einer ersten einjährigen Relegation 1828 wegen Teilnahme an einer verbotenen Studentenverbindung begann er 1829 Theologie zu studieren. Im Wintersemester 1830/31 besuchte er als Sprecher der Burschenschaft die Universität Bonn. Er wohnte bei Ernst Moritz Arndt und unterrichtete als Hauslehrer dessen fünf Söhne. Nach der Teilnahme an einem „politischen Bankett“ von Studenten und Bürgern am 11. März 1832 an der Heuchelheimer Mühle wurde er in Gießen „wegen hervorragender Beteiligung an demagogischen Verbindungen“ am 17. April 1832 ein zweites Mal relegiert. Damit verlor er endgültig seine Studienberechtigung, nachdem er bereits das schriftliche theologische Examen in Gießen absolviert hatte.

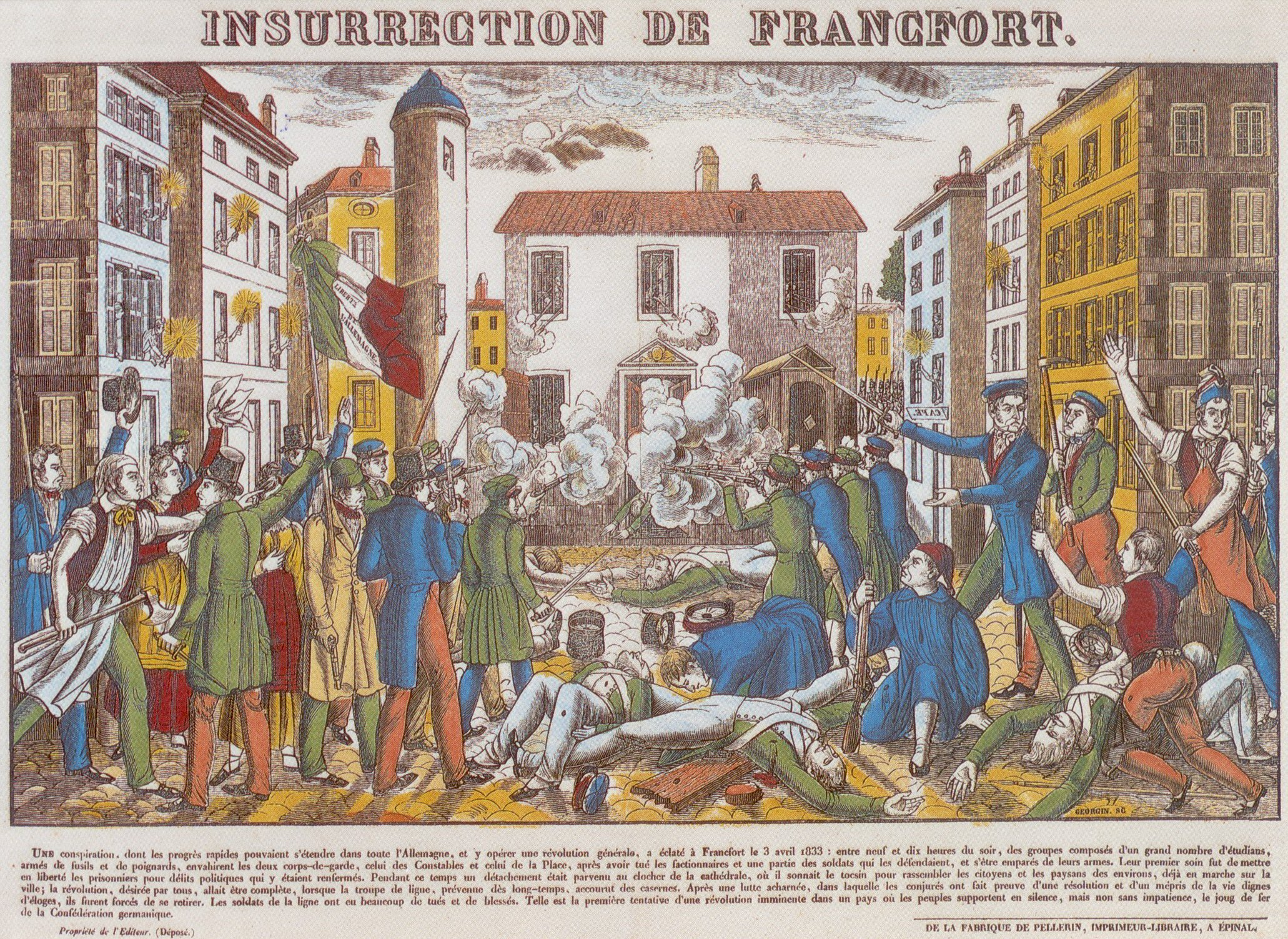
Frankfurter Wachensturm am 3. April 1833

In der Folge arbeitete er ein Jahr als Hauslehrer auf dem Neuhof bei Gedern. Von dort aus verbreitete er revolutionäre Ideen unter der Vogelsberger Bevölkerung und unterhielt Kontakt zu Pfarrer Friedrich Ludwig Weidig in Butzbach. Er war bei Hermann Wiener in Gießen an der Vorbereitung und schließlich am 3. April 1833 an der Durchführung des Frankfurter Wachensturms beteiligt.
Er floh als Eduard Schütz im Mai/Juni über Butzbach, Mannheim, Heidelberg und Straßburg in die Schweiz, nachdem er sich zunächst im Gebiet um den Vogelsberg aufgehalten hatte. Ab dem 22. Juli 1833 wurde er steckbrieflich verfolgt. In der Schweiz arbeitete er zunächst wieder als Hauslehrer in Stäfa. Ab November 1833 lehrte er mit seinem Freund Gustav Soldan am Institut Islar-Bruch (Solitude) in Lausanne. 1835 erhielt er eine feste Anstellung als Bezirkslehrer in Therwil im Kanton Basel-Land. Ab Frühjahr 1834 war er unter den Decknamen Pirat und Sator – zeitweilig sogar als Präsident zusammen mit Ernst Schüler und Carl Soldan – im Jungen Deutschland und im Jungen Europa mit vielen anderen Flüchtlingen politisch tätig. 1835 traf er Hermann Wiener wieder, der ihn für einen „Freiheitskämpfer“ hielt. Mit ihm unternahm er eine längere Wanderung durch die Schweiz, über die er einen Reisebericht schrieb. Unterwegs trafen sie einige ihrer politischen Freunde und auch den kurze Zeit später ermordeten Ludwig Lessing.

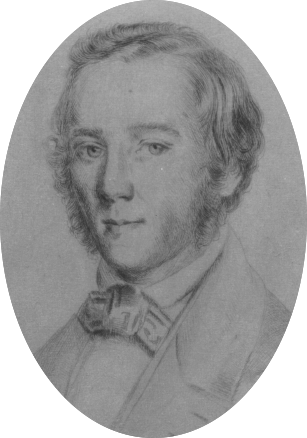
Ferdinand Scriba (1818–1900) um 1837

Die politischen Vereinigungen Junges Deutschland und Junges Europa wurde zunächst geduldet, bis der Druck der Metternich-Staaten so stark wurde, dass die Schweiz die revolutionären Flüchtlinge auswies. Eduard wurde zusammen mit seinem 10 Jahre jüngeren Bruder Ferdinand Scriba ab dem 15. Oktober 1836 als Gefangener durch Frankreich nach Calais geführt, worüber Ferdinand Tagebuch führte.
Nach sieben Wochen Aufenthalt in London fuhren die Brüder nach Liverpool, wo Eduard, noch bevor er eine Lehrerstelle in Karl Völkers Schule antreten konnte, am 4. Januar 1837 an Blattern (Pocken) starb. Sein Bruder Ferdinand übernahm die Lehrerstelle für zweieinhalb Jahre und kehrte dann nach Hessen zurück. Er erbte von seinem Bruder das von Heinrich Eduard Scriba (1802–1857) erstellte Familienbuch der Familie Scriba von 1824. Heinrich Eduard Scriba war der Pate von Eduard.
Sein Onkel ist der Wirklicher Geheimer Staatsrat, Sektionschef des hessischen Kriegsministeriums und Mitglied im Staatsrat des Großherzogtums Hessen Johann Georg Scriba gewesen.

## Politische Betätigung
Schon als Student und Mitglied der Gießener Burschenschaft ging es ihm wie Karl Schapper, Hermann Wiener, Ernst Schüler, August Becker, Wilhelm Braubach, Ernst Dieffenbach, Carl und Gustav Soldan, Hermann Trapp und anderen um die nationale Einheit und Demokratie in Deutschland. Aus diesem Grund hatte er Kontakt zu Pfarrer Weidig in Butzbach und leitete dort mit Christian Kriegk den „Butzbacher Leseclub“, der „bezweckte ‚die Verbreitung demokratischer Grundsätze auf gesetzlichem Wege durch freie Rede und Schrift’ und wurde von Weidig unterstützt“. Dem fünf Jahre jüngeren Georg Büchner war er über gemeinsame Freunde und ähnliche politische Ideen verbunden. Persönlich begegnet sind sie sich wahrscheinlich nicht.
 Scriba nahm am 27. Mai 1831 am Hambacher Fest teil, versuchte die Vogelsberger Bauern zum Aufstand zu mobilisieren, beteiligte sich bei den konspirativen Treffen bei Hermann Wiener mit anderen Gießener Studenten an den Vorbereitungen und später an der Ausführung des Frankfurter Wachensturms. „Eduard Scriba sah in einer Revolution das einzige Mittel, die Wünsche hinsichtlich einer größeren Ausdehnung der Volksrechte und der Verwirklichung der nationalen Einheit Deutschlands ins Leben zu führen.“
Auch in der Schweiz arbeitete Scriba neben seiner Tätigkeit als Lehrer im Jungen Deutschland und im Jungen Europa aktiv an seinen politischen Zielen.
Das Junge Deutschland wird als eine „radikal-demokratische Bewegung“ beschrieben. Besonders in der ersten Phase 1834–1836, in der Eduard Scriba zeitweise als Präsident (Nachfolger von August Breidenstein) aktiv war, hat „sich mit dem Jungen Deutschland ein weitverzweigtes, handlungsfähiges und stabiles Kommunikations- und Operationsnetz der emigrierten Intelligenz gebildet“. Befürworter der Verbindung mit dem Jungen Europa – wie Eduard Scriba – betonten immer wieder die Notwendigkeit einer europäischen Bewegung für eine radikale Veränderung in Deutschland. „Eduard Scriba verteidigte in einem Brief an Hermann Rauschenplat die Geheimverbindung des ‚Jungen Europa’: ‚Ohne diese Ausdehnung unsrer europäischen Verbindung - ohne Mitwirkung der Patrioten a l l e r Nationen - ohne Freiheit a l l e r europäischen Völker wird die Freiheit der e i n z e l n e n entweder nicht möglich, oder doch immer gefährdet seyn!’“
Ihm und anderen Flüchtlingen wurde ein ganz entscheidender Anteil an der Entstehung der deutschen Arbeiterbewegung zugeschrieben.
In seinen Anmerkungen zu „Grundlage der Konstitution des französischen Volkes vom Jahre 1793 - Erklärung der Rechte des Menschen und Bürgers“ forderte Scriba eine Luxussteuer und soziale Reformen.

## Eduard Scriba als Autor (Auswahl)
- „Freiheit, Gleichheit, Humanität. Grundlage der Konstitution des französischen Volkes vom Jahre 1793 (mit Anmerkungen von Eduard Scriba). Erklärung der Rechte des Menschen und Bürgers. o.O.o.J.“; in: Hans Joachim Ruckhäberle (Hg.): Bildung und Organisation in den deutschen Handwerksgesellen- und Arbeitervereinen in der Schweiz. Texte und Dokumente zur Kultur der deutschen Handwerker und Arbeiter 1834–1835. Tübingen 1983, S. 89–94 und ein Gedicht;
und in: Dr. Joseph Schauberg: Aktenmäßige Darstellung der Ermordung des Studenten Ludwig Lessing aus Freienwalde in Preußen Kriminalgerichte des Kantons Zürich geführten Untersuchung; Beilagenheft 1; Zürich 1837; S. 163–171
- Auszug aus einem konfiscirten Briefe Eduard Scribas an Hermann von Rauschenplat; 19. Januar 1835, in: Alfred Stern, Geschichte Europas seit den Verträgen von 1815 bis zum Frankfurter Frieden von 1871, Band 4 (2. Abteilung, Band 1: Geschichte Europas von 1830 bis 1848), Stuttgart und Berlin 1905, S. 616–617.
- Vollständiger Brief Eduard Scribas an Hermann von Rauschenplat, 19. Januar 1835. StA Zürich (ZH): P 187.1.2, Nr. 18; Titel: Konfiszierte Papiere deutscher Flüchtlinge; Mappe c. Proklamationen der Flüchtlingsverbindungen „Das junge Europa“ und „Das junge Deutschland“ 1836.
- Brief Eduard Scribas an Ernst Schüler; Lausanne, 28. Mai 1835. StA Bern (B), BB IX, 329, II, Nr. 1
- Eduard Scriba: Reise durch die Schweiz im Spätsommer 1835 mit Hermann Wiener und ein Geburtstagsgedicht von Gustav Soldan. Federflug 24. Hrsg. Familienbund Scriba/Schreiber e. V. 2019